# Chambre de dégrisement
Ne doit pas être confondu avec Cellule de dégrisement.
Une chambre de dégrisement est une institution dans laquelle les personnes en état d'ébriété sont placées pendant un certain temps. Si cela s'avère nécessaire, il peut être possible de les orienter vers un centre de désintoxication alcoolique.
Les personnes dans cette situation sont soumises à une surveillance particulière en raison d'un risque de suicide ou de complication médicale.

## Pologne
En Pologne, les chambres de dégrisement sont appelées Izba wytrzeźwień . Il en existe dans chaque grande ville.
Être en état d'ébriété constitue pas une infraction, mais la police peut transférer de force une personne à un poste de dégrisement si elle constitue une menace pour le public ou elle-même (par exemple pendant les intempéries, errant à proximité des lignes de chemin de fer, les routes, etc.). Même s'il n'y a pas de charges contre une personne, elle ne sortira pas avant d'être sobre (jusqu'à 24 heures). Les patients sont sous surveillance médicale et ils sont tenus de payer pour le traitement (même s'ils ont une assurance médicale).
Cette institution existe depuis 1956 en Pologne et à pour tâches : 
- de fournir aux individus en état d'ivresse, une aide médicale d'urgence
- d’informer sur les dangers de l' abus d'alcool
- d'encourager et d'informer sur les aides possibles pour sevrage de l'alcool.

## République tchèque

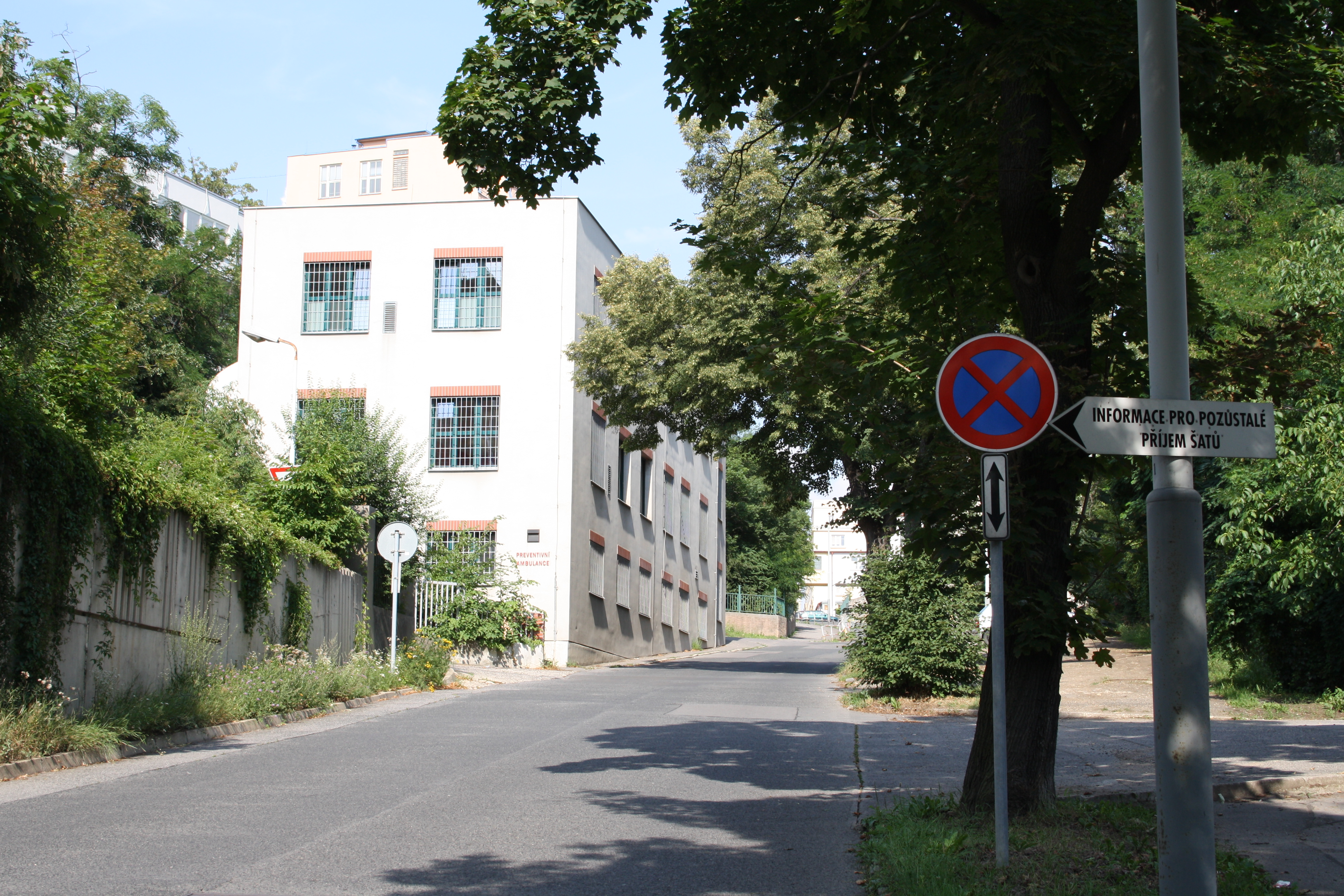
Hôpital de dégrisement situé à Prague Liben, Bulovka.

En République tchèque, cette chambre s'appelle « Protialkoholní záchytná stanice » abrégée en « Záchytka ».
Cette chambre de dégrisement est un dispositif médical de contrainte de soin de personnes en état d'ébriété. Celle-ci est admise, le temps d'une nuit pour la protéger d'elle-même ou des tiers, ou les biens publics. 
La première institution de ce genre a été ouverte en Tchécoslovaquie en 1951 par le psychiatre Jaroslav Skála. Son premier patient fut un ingénieur naval russe. Pendant ces trente premières années de fonctionnement, les chambres de dégrisement de Prague ont traité plus de 180 000 personnes. Les 63 autres hôpitaux spécialisés du pays ont totalisé plus de 1 million de patients.